# 風のしらべ
「風のしらべ」（かぜのしらべ）はベッキー♪#の5枚目のシングル。2011年6月15日にEMIミュージックジャパンから発売された。

## 収録曲
1. 風のしらべ [4:31]
作詞：ベッキー♪#、作曲：GReeeeN
  - ｢ユニバーサル・スタジオ・ジャパン｣ 10周年の夏TVCMソング
2. 新しい私 [3:38]
作詞・作曲：ベッキー♪#
  - ｢眼鏡市場｣ キャンペーンソング
3. 風のしらべ (Instrumental) [4:30]
4. 新しい私 (Instrumental) [3:37]